# Shmuel Kaplinski
Shmuel Kaplinski (auch Szmul Kapliński; geboren 1914 in Wilna, Russisches Kaiserreich; gestorben 2000 in Wilna, Litauen) war ein jüdischer Partisan und Ingenieur im Zweiten Weltkrieg.

## Leben
Shmuel Kaplinski wurde 1914 als Sohn einer jüdischen Familie von Bundisten im russischen Wilna geboren und trat, als Wilna bereits zu Polen gehörte, wie sein Vater in den Allgemeiner Jüdischen Arbeiterbund ein. Er wurde zum Ingenieur ausgebildet und arbeitete bei den Wilnaer Wasserwerken. Nach dem Einmarsch der Wehrmacht in Wilna bei der Operation Barbarossa im Juni 1941 war Shmuel Kaplinski im Ghetto Wilna weiterhin im nunmehr illegalen Arbeiterbund aktiv, für den als eine von drei Widerstandsgruppen er sich im Januar 1942 an der Gründung der jüdischen Vereinigten Partisanenorganisation (Fareinikte Partisaner Organisatzije, FPO) beteiligte. Im Sommer 1942 übernahm er als Vertreter des Bundes die Verantwortung für Technik und die Beschaffung von Waffen in der Führung der FPO. Als Kanalarbeiter konnte er über die Kanalisation der Stadt zahlreiche Waffen zu den Partisanen bringen. Als das Wilnaer Ghetto im September 1943 liquidiert wurde, halfen Shmuel Kaplinskis technische und topographische Kenntnisse den Partisanen, vor der Vernichtung durch die deutschen Besatzer aus dem Ghetto durch die Kanalisation ins Freie und bis zu den Wäldern von Rudniki zu gelangen.
In den Wäldern von Rudniki kommandierte Shmuel Kaplinski die Partisanen-Brigade „Für den Sieg“ (За победу), in der Chiena Borowska als politische Kommissarin diente. Als Teil der Roten Armee nahm die Brigade an der Einnahme der Stadt Wilna teil.
Nach dem Krieg heirateten Shmuel Kaplinski und Chiena Borowska in Wilna, wo sie bis zu ihrem Tod lebten und auf dem jüdischen Friedhof bestattet wurden.